# Pandemia de COVID-19 en Catar
La pandemia de COVID-19 en Catar es parte de la pandemia mundial de la enfermedad por coronavirus (COVID-19) causada por el coronavirus tipo 2 del síndrome respiratorio agudo grave (SARS-CoV-2). Catar tuvo su primer caso el 29 de febrero de 2020. Actualmente disminuye los casos nuevos.

## Antecedentes en el país
Catar depende en gran medida de los trabajadores migrantes; más del 90% de los residentes no son ciudadanos de Catar. Numerosos trabajadores viven en campamentos superpoblados en las afueras de Doha, que, según el Banco Mundial, son "terreno fértil para la transmisión de COVID-19".

## Cronología

### Febrero de 2020
El 29 de febrero, Catar informó de su primer caso confirmado de coronavirus (COVID-19). El paciente era un catarí de 36 años que había sido evacuado de Irán en un avión fletado por el gobierno.

### Marzo de 2020
El 9 de marzo, Catar anunció el cierre de todas las escuelas y universidades hasta nuevo aviso y prohibió viajar a 15 países: Bangladés, China, Egipto, India, Irán, Irak, Italia, Líbano, Nepal, Pakistán, Filipinas, Corea del Sur, Sri Lanka, Siria y Tailandia.
El 13 de marzo, el Ministerio de Salud Pública anunció la confirmación de 58 nuevos casos de la enfermedad, elevando el total a 320. Ese mismo día, el director general de Qatar Airways, Akbar Al Baker, generó polémica al afirmar que no existía evidencia científica demostrando que el coronavirus se puede transmitir durante el período de incubación. 
| Casos de COVID-19 en Catar Muertes Recuperaciones Casos activos febmarabrmayjunjulagosepoctnovÚltimos 15 días | Casos de COVID-19 en Catar Muertes Recuperaciones Casos activos febmarabrmayjunjulagosepoctnovÚltimos 15 días | Casos de COVID-19 en Catar Muertes Recuperaciones Casos activos febmarabrmayjunjulagosepoctnovÚltimos 15 días | Casos de COVID-19 en Catar Muertes Recuperaciones Casos activos febmarabrmayjunjulagosepoctnovÚltimos 15 días | Casos de COVID-19 en Catar Muertes Recuperaciones Casos activos febmarabrmayjunjulagosepoctnovÚltimos 15 días |
| --- | --- | --- | --- | --- |
| Fecha | Fecha | | N.º de casos                                                                                                  | N.º de casos                                                                                                  |
| 2020-02-27 | 2020-02-27 | | 1(—) | |
| ⋮ | ⋮ | | 1(=) | |
| 2020-03-01 | 2020-03-01 | | 3(+200%) | |
| 2020-03-02 | 2020-03-02 | | 7(+133%) | |
| 2020-03-03 | 2020-03-03 | | 8(+14%) | |
| ⋮ | ⋮ | | 8(=) | |
| 2020-03-06 | 2020-03-06 | | 11(+38%) | |
| 2020-03-07 | 2020-03-07 | | 12(+9,1%) | |
| 2020-03-08 | 2020-03-08 | | 15(+25%) | |
| 2020-03-09 | 2020-03-09 | | 18(+20%) | |
| 2020-03-10 | 2020-03-10 | | 24(+33%) | |
| 2020-03-11 | 2020-03-11 | | 262(+992%) | |
| 2020-03-12 | 2020-03-12 | | 262(=) | |
| 2020-03-13 | 2020-03-13 | | 320(+22%) | |
| 2020-03-14 | 2020-03-14 | | 337(+5,3%) | |
| 2020-03-15 | 2020-03-15 | | 401(+19%) | |
| 2020-03-16 | 2020-03-16 | | 439(+9,5%) | |
| 2020-03-17 | 2020-03-17 | | 442(+0,68%)                                                                                                   | |
| 2020-03-18 | 2020-03-18 | | 452(+2,3%) | |
| 2020-03-19 | 2020-03-19 | | 460(+1,8%) | |
| 2020-03-20 | 2020-03-20 | | 470(+2,2%) | |
| 2020-03-21 | 2020-03-21 | | 481(+2,3%) | |
| 2020-03-22 | 2020-03-22 | | 494(+2,7%) | |
| 2020-03-23 | 2020-03-23 | | 501(+1,4%) | |
| 2020-03-24 | 2020-03-24 | | 526(+5%) | |
| 2020-03-25 | 2020-03-25 | | 537(+2,1%) | |
| 2020-03-26 | 2020-03-26 | | 549(+2,2%) | |
| 2020-03-27 | 2020-03-27 | | 562(+2,4%) | |
| 2020-03-28 | 2020-03-28 | | 590(+5%) | |
| 2020-03-29 | 2020-03-29 | | 634(+7,5%) | |
| 2020-03-30 | 2020-03-30 | | 693(+9,3%) | |
| 2020-03-31 | 2020-03-31 | | 781(+13%) | |
| 2020-04-01 | 2020-04-01 | | 835(+6,9%) | |
| 2020-04-02 | 2020-04-02 | | 949(+14%) | |
| 2020-04-03 | 2020-04-03 | | 1075(+13%) | |
| 2020-04-04 | 2020-04-04 | | 1325(+23%) | |
| 2020-04-05 | 2020-04-05 | | 1604(+21%) | |
| 2020-04-06 | 2020-04-06 | | 1832(+14%) | |
| 2020-04-07 | 2020-04-07 | | 2057(+12%) | |
| 2020-04-08 | 2020-04-08 | | 2210(+7,4%)                                                                                                   | |
| 2020-04-09 | 2020-04-09 | | 2376(+7,5%)                                                                                                   | |
| 2020-04-10 | 2020-04-10 | | 2512(+5,7%)                                                                                                   | |
| 2020-04-11 | 2020-04-11 | | 2728(+8,6%)                                                                                                   | |
| 2020-04-12 | 2020-04-12 | | 2979(+9,2%)                                                                                                   | |
| 2020-04-13 | 2020-04-13 | | 3231(+8,5%)                                                                                                   | |
| 2020-04-14 | 2020-04-14 | | 3428(+6,1%)                                                                                                   | |
| 2020-04-15 | 2020-04-15 | | 3711(+8,3%)                                                                                                   | |
| 2020-04-16 | 2020-04-16 | | 4103(+11%) | |
| 2020-04-17 | 2020-04-17 | | 4663(+14%) | |
| 2020-04-18 | 2020-04-18 | | 5008(+7,4%)                                                                                                   | |
| 2020-04-19 | 2020-04-19 | | 5448(+8,8%)                                                                                                   | |
| 2020-04-20 | 2020-04-20 | | 6015(+10%) | |
| 2020-04-21 | 2020-04-21 | | 6533(+8,6%)                                                                                                   | |
| 2020-04-22 | 2020-04-22 | | 7141(+9,3%)                                                                                                   | |
| 2020-04-23 | 2020-04-23 | | 7764(+8,7%)                                                                                                   | |
| 2020-04-24 | 2020-04-24 | | 8525(+9,8%)                                                                                                   | |
| 2020-04-25 | 2020-04-25 | | 9358(+9,8%)                                                                                                   | |
| 2020-04-26 | 2020-04-26 | | 10 287(+9,9%)                                                                                                 | |
| 2020-04-27 | 2020-04-27 | | 11 244(+9,3%)                                                                                                 | |
| 2020-04-28 | 2020-04-28 | | 11 921(+6%)                                                                                                   | |
| 2020-04-29 | 2020-04-29 | | 12 564(+5,4%)                                                                                                 | |
| 2020-04-30 | 2020-04-30 | | 13 409(+6,7%)                                                                                                 | |
| 2020-05-01 | 2020-05-01 | | 14 096(+5,1%)                                                                                                 | |
| 2020-05-02 | 2020-05-02 | | 14 872(+5,5%)                                                                                                 | |
| 2020-05-03 | 2020-05-03 | | 15 551(+4,6%)                                                                                                 | |
| 2020-05-04 | 2020-05-04 | | 16 191(+4,1%)                                                                                                 | |
| 2020-05-05 | 2020-05-05 | | 17 142(+5,9%)                                                                                                 | |
| 2020-05-06 | 2020-05-06 | | 17 972(+4,8%)                                                                                                 | |
| 2020-05-07 | 2020-05-07 | | 18 890(+5,1%)                                                                                                 | |
| 2020-05-08 | 2020-05-08 | | 20 201(+6,9%)                                                                                                 | |
| 2020-05-09 | 2020-05-09 | | 21 331(+5,6%)                                                                                                 | |
| 2020-05-10 | 2020-05-10 | | 22 520(+5,6%)                                                                                                 | |
| 2020-05-11 | 2020-05-11 | | 23 623(+4,9%)                                                                                                 | |
| 2020-05-12 | 2020-05-12 | | 25 149(+6,5%)                                                                                                 | |
| 2020-05-13 | 2020-05-13 | | 26 539(+5,5%)                                                                                                 | |
| 2020-05-14 | 2020-05-14 | | 28 272(+6,5%)                                                                                                 | |
| 2020-05-15 | 2020-05-15 | | 29 425(+4,1%)                                                                                                 | |
| 2020-05-16 | 2020-05-16 | | 30 972(+5,3%)                                                                                                 | |
| 2020-05-17 | 2020-05-17 | | 32 604(+5,3%)                                                                                                 | |
| 2020-05-18 | 2020-05-18 | | 33 969(+4,2%)                                                                                                 | |
| 2020-05-19 | 2020-05-19 | | 35 606(+4,8%)                                                                                                 | |
| 2020-05-20 | 2020-05-20 | | 37 097(+4,2%)                                                                                                 | |
| 2020-05-21 | 2020-05-21 | | 38 651(+4,2%)                                                                                                 | |
| 2020-05-22 | 2020-05-22 | | 40 481(+4,7%)                                                                                                 | |
| 2020-05-23 | 2020-05-23 | | 42 213(+4,3%)                                                                                                 | |
| 2020-05-24 | 2020-05-24 | | 43 714(+3,6%)                                                                                                 | |
| 2020-05-25 | 2020-05-25 | | 45 465(+4%)                                                                                                   | |
| 2020-05-26 | 2020-05-26 | | 47 207(+3,8%)                                                                                                 | |
| 2020-05-27 | 2020-05-27 | | 48 947(+3,7%)                                                                                                 | |
| 2020-05-28 | 2020-05-28 | | 50 914(+4%)                                                                                                   | |
| 2020-05-29 | 2020-05-29 | | 52 907(+3,9%)                                                                                                 | |
| 2020-05-30 | 2020-05-30 | | 55 262(+4,5%)                                                                                                 | |
| 2020-05-31 | 2020-05-31 | | 56 910(+3%)                                                                                                   | |
| 2020-06-01 | 2020-06-01 | | 58 433(+2,7%)                                                                                                 | |
| 2020-06-02 | 2020-06-02 | | 60 259(+3,1%)                                                                                                 | |
| 2020-06-03 | 2020-06-03 | | 62 160(+3,2%)                                                                                                 | |
| 2020-06-04 | 2020-06-04 | | 63 741(+2,5%)                                                                                                 | |
| 2020-06-05 | 2020-06-05 | | 65 495(+2,8%)                                                                                                 | |
| 2020-06-06 | 2020-06-06 | | 67 195(+2,6%)                                                                                                 | |
| 2020-06-07 | 2020-06-07 | | 68 790(+2,4%)                                                                                                 | |
| 2020-06-08 | 2020-06-08 | | 70 158(+2%)                                                                                                   | |
| 2020-06-09 | 2020-06-09 | | 71 879(+2,5%)                                                                                                 | |
| 2020-06-10 | 2020-06-10 | | 73 595(+2,4%)                                                                                                 | |
| 2020-06-11 | 2020-06-11 | | 75 071(+2%)                                                                                                   | |
| 2020-06-12 | 2020-06-12 | | 76 588(+2%)                                                                                                   | |
| 2020-06-13 | 2020-06-13 | | 78 416(+2,4%)                                                                                                 | |
| 2020-06-14 | 2020-06-14 | | 79 602(+1,5%)                                                                                                 | |
| 2020-06-15 | 2020-06-15 | | 80 876(+1,6%)                                                                                                 | |
| 2020-06-16 | 2020-06-16 | | 82 077(+1,5%)                                                                                                 | |
| 2020-06-17 | 2020-06-17 | | 83 174(+1,3%)                                                                                                 | |
| 2020-06-18 | 2020-06-18 | | 84 441(+1,5%)                                                                                                 | |
| 2020-06-19 | 2020-06-19 | | 85 462(+1,2%)                                                                                                 | |
| 2020-06-20 | 2020-06-20 | | 86 488(+1,2%)                                                                                                 | |
| 2020-06-21 | 2020-06-21 | | 87 369(+1%)                                                                                                   | |
| 2020-06-22 | 2020-06-22 | | 88 403(+1,2%)                                                                                                 | |
| 2020-06-23 | 2020-06-23 | | 89 579(+1,3%)                                                                                                 | |
| 2020-06-24 | 2020-06-24 | | 90 778(+1,3%)                                                                                                 | |
| 2020-06-25 | 2020-06-25 | | 91 838(+1,2%)                                                                                                 | |
| 2020-06-26 | 2020-06-26 | | 92 784(+1%)                                                                                                   | |
| 2020-06-27 | 2020-06-27 | | 93 663(+0,95%)                                                                                                | |
| 2020-06-28 | 2020-06-28 | | 94 413(+0,8%)                                                                                                 | |
| 2020-06-29 | 2020-06-29 | | 95 106(+0,73%)                                                                                                | |
| 2020-06-30 | 2020-06-30 | | 96 088(+1%)                                                                                                   | |
| 2020-07-01 | 2020-07-01 | | 97 003(+0,95%)                                                                                                | |
| 2020-07-02 | 2020-07-02 | | 97 897(+0,92%)                                                                                                | |
| 2020-07-03 | 2020-07-03 | | 98 653(+0,77%)                                                                                                | |
| 2020-07-04 | 2020-07-04 | | 99 183(+0,54%)                                                                                                | |
| 2020-07-05 | 2020-07-05 | | 99 799(+0,62%)                                                                                                | |
| 2020-07-06 | 2020-07-06 | | 100 345(+0,55%)                                                                                               | |
| 2020-07-07 | 2020-07-07 | | 100 945(+0,6%)                                                                                                | |
| 2020-07-08 | 2020-07-08 | | 101 553(+0,6%)                                                                                                | |
| 2020-07-09 | 2020-07-09 | | 102 110(+0,55%)                                                                                               | |
| 2020-07-10 | 2020-07-10 | | 102 630(+0,51%)                                                                                               | |
| 2020-07-11 | 2020-07-11 | | 103 128(+0,49%)                                                                                               | |
| 2020-07-12 | 2020-07-12 | | 103 598(+0,46%)                                                                                               | |
| 2020-07-13 | 2020-07-13 | | 104 016(+0,4%)                                                                                                | |
| 2020-07-14 | 2020-07-14 | | 104 533(+0,5%)                                                                                                | |
| 2020-07-15 | 2020-07-15 | | 104 983(+0,43%)                                                                                               | |
| 2020-07-16 | 2020-07-16 | | 105 477(+0,47%)                                                                                               | |
| 2020-07-17 | 2020-07-17 | | 105 898(+0,4%)                                                                                                | |
| 2020-07-18 | 2020-07-18 | | 106 308(+0,39%)                                                                                               | |
| 2020-07-19 | 2020-07-19 | | 106 648(+0,32%)                                                                                               | |
| 2020-07-20 | 2020-07-20 | | 107 037(+0,36%)                                                                                               | |
| 2020-07-21 | 2020-07-21 | | 107 430(+0,37%)                                                                                               | |
| 2020-07-22 | 2020-07-22 | | 107 871(+0,41%)                                                                                               | |
| 2020-07-23 | 2020-07-23 | | 108 244(+0,35%)                                                                                               | |
| 2020-07-24 | 2020-07-24 | | 108 638(+0,36%)                                                                                               | |
| 2020-07-25 | 2020-07-25 | | 109 036(+0,37%)                                                                                               | |
| 2020-07-26 | 2020-07-26 | | 109 305(+0,25%)                                                                                               | |
| 2020-07-27 | 2020-07-27 | | 109 597(+0,27%)                                                                                               | |
| 2020-07-28 | 2020-07-28 | | 109 880(+0,26%)                                                                                               | |
| 2020-07-29 | 2020-07-29 | | 110 153(+0,25%)                                                                                               | |
| 2020-07-30 | 2020-07-30 | | 110 460(+0,28%)                                                                                               | |
| 2020-07-31 | 2020-07-31 | | 110 695(+0,21%)                                                                                               | |
| 2020-08-01 | 2020-08-01 | | 110 911(+0,2%)                                                                                                | |
| 2020-08-02 | 2020-08-02 | | 111 107(+0,18%)                                                                                               | |
| 2020-08-03 | 2020-08-03 | | 111 322(+0,19%)                                                                                               | |
| 2020-08-04 | 2020-08-04 | | 111 538(+0,19%)                                                                                               | |
| 2020-08-05 | 2020-08-05 | | 111 805(+0,24%)                                                                                               | |
| 2020-08-06 | 2020-08-06 | | 112 092(+0,26%)                                                                                               | |
| 2020-08-07 | 2020-08-07 | | 112 383(+0,26%)                                                                                               | |
| 2020-08-08 | 2020-08-08 | | 112 650(+0,24%)                                                                                               | |
| 2020-08-09 | 2020-08-09 | | 112 947(+0,26%)                                                                                               | |
| 2020-08-10 | 2020-08-10 | | 113 262(+0,28%)                                                                                               | |
| 2020-08-11 | 2020-08-11 | | 113 646(+0,34%)                                                                                               | |
| 2020-08-12 | 2020-08-12 | | 113 938(+0,26%)                                                                                               | |
| 2020-08-13 | 2020-08-13 | | 114 281(+0,3%)                                                                                                | |
| 2020-08-14 | 2020-08-14 | | 114 532(+0,22%)                                                                                               | |
| 2020-08-15 | 2020-08-15 | | 114 809(+0,24%)                                                                                               | |
| 2020-08-16 | 2020-08-16 | | 115 080(+0,24%)                                                                                               | |
| 2020-08-17 | 2020-08-17 | | 115 368(+0,25%)                                                                                               | |
| 2020-08-18 | 2020-08-18 | | 115 661(+0,25%)                                                                                               | |
| 2020-08-19 | 2020-08-19 | | 115 956(+0,26%)                                                                                               | |
| 2020-08-20 | 2020-08-20 | | 116 224(+0,23%)                                                                                               | |
| 2020-08-21 | 2020-08-21 | | 116 481(+0,22%)                                                                                               | |
| 2020-08-22 | 2020-08-22 | | 116 765(+0,24%)                                                                                               | |
| 2020-08-23 | 2020-08-23 | | 117 008(+0,21%)                                                                                               | |
| 2020-08-24 | 2020-08-24 | | 117 266(+0,22%)                                                                                               | |
| 2020-08-25 | 2020-08-25 | | 117 498(+0,2%)                                                                                                | |
| 2020-08-26 | 2020-08-26 | | 117 742(+0,21%)                                                                                               | |
| 2020-08-27 | 2020-08-27 | | 117 988(+0,21%)                                                                                               | |
| 2020-08-28 | 2020-08-28 | | 118 196(+0,18%)                                                                                               | |
| 2020-08-29 | 2020-08-29 | | 118 407(+0,18%)                                                                                               | |
| 2020-08-30 | 2020-08-30 | | 118 575(+0,14%)                                                                                               | |
| 2020-08-31 | 2020-08-31 | | 118 778(+0,17%)                                                                                               | |
| 2020-09-01 | 2020-09-01 | | 118 994(+0,18%)                                                                                               | |
| 2020-09-02 | 2020-09-02 | | 119 206(+0,18%)                                                                                               | |
| 2020-09-03 | 2020-09-03 | | 119 420(+0,18%)                                                                                               | |
| 2020-09-04 | 2020-09-04 | | 119 637(+0,18%)                                                                                               | |
| 2020-09-05 | 2020-09-05 | | 119 864(+0,19%)                                                                                               | |
| 2020-09-06 | 2020-09-06 | | 120 095(+0,19%)                                                                                               | |
| 2020-09-07 | 2020-09-07 | | 120 348(+0,21%)                                                                                               | |
| 2020-09-08 | 2020-09-08 | | 120 579(+0,19%)                                                                                               | |
| 2020-09-09 | 2020-09-09 | | 120 846(+0,22%)                                                                                               | |
| 2020-09-10 | 2020-09-10 | | 121 052(+0,17%)                                                                                               | |
| 2020-09-11 | 2020-09-11 | | 121 287(+0,19%)                                                                                               | |
| 2020-09-12 | 2020-09-12 | | 121 523(+0,19%)                                                                                               | |
| 2020-09-13 | 2020-09-13 | | 121 740(+0,18%)                                                                                               | |
| 2020-09-14 | 2020-09-14 | | 121 975(+0,19%)                                                                                               | |
| 2020-09-15 | 2020-09-15 | | 122 214(+0,2%)                                                                                                | |
| 2020-09-16 | 2020-09-16 | | 122 449(+0,19%)                                                                                               | |
| 2020-09-17 | 2020-09-17 | | 122 693(+0,2%)                                                                                                | |
| 2020-09-18 | 2020-09-18 | | 122 917(+0,18%)                                                                                               | |
| 2020-09-19 | 2020-09-19 | | 123 146(+0,19%)                                                                                               | |
| 2020-09-20 | 2020-09-20 | | 123 376(+0,19%)                                                                                               | |
| 2020-09-21 | 2020-09-21 | | 123 604(+0,18%)                                                                                               | |
| 2020-09-22 | 2020-09-22 | | 123 917(+0,25%)                                                                                               | |
| 2020-09-23 | 2020-09-23 | | 124 175(+0,21%)                                                                                               | |
| 2020-09-24 | 2020-09-24 | | 124 425(+0,2%)                                                                                                | |
| 2020-09-25 | 2020-09-25 | | 124 650(+0,18%)                                                                                               | |
| 2020-09-26 | 2020-09-26 | | 124 850(+0,16%)                                                                                               | |
| 2020-09-27 | 2020-09-27 | | 125 084(+0,19%)                                                                                               | |
| 2020-09-28 | 2020-09-28 | | 125 311(+0,18%)                                                                                               | |
| 2020-09-29 | 2020-09-29 | | 125 533(+0,18%)                                                                                               | |
| 2020-09-30 | 2020-09-30 | | 125 760(+0,18%)                                                                                               | |
| 2020-10-01 | 2020-10-01 | | 125 959(+0,16%)                                                                                               | |
| 2020-10-02 | 2020-10-02 | | 126 164(+0,16%)                                                                                               | |
| 2020-10-03 | 2020-10-03 | | 126 339(+0,14%)                                                                                               | |
| 2020-10-04 | 2020-10-04 | | 126 498(+0,13%)                                                                                               | |
| 2020-10-05 | 2020-10-05 | | 126 692(+0,15%)                                                                                               | |
| 2020-10-06 | 2020-10-06 | | 126 943(+0,2%)                                                                                                | |
| 2020-10-07 | 2020-10-07 | | 127 181(+0,19%)                                                                                               | |
| 2020-10-08 | 2020-10-08 | | 127 394(+0,17%)                                                                                               | |
| 2020-10-09 | 2020-10-09 | | 127 600(+0,16%)                                                                                               | |
| 2020-10-10 | 2020-10-10 | | 127 778(+0,14%)                                                                                               | |
| 2020-10-11 | 2020-10-11 | | 127 985(+0,16%)                                                                                               | |
| 2020-10-12 | 2020-10-12 | | 128 191(+0,16%)                                                                                               | |
| 2020-10-13 | 2020-10-13 | | 128 405(+0,17%)                                                                                               | |
| 2020-10-14 | 2020-10-14 | | 128 603(+0,15%)                                                                                               | |
| 2020-10-15 | 2020-10-15 | | 128 803(+0,16%)                                                                                               | |
| 2020-10-16 | 2020-10-16 | | 128 992(+0,15%)                                                                                               | |
| 2020-10-17 | 2020-10-17 | | 129 227(+0,18%)                                                                                               | |
| 2020-10-18 | 2020-10-18 | | 129 431(+0,16%)                                                                                               | |
| 2020-10-19 | 2020-10-19 | | 129 671(+0,19%)                                                                                               | |
| 2020-10-20 | 2020-10-20 | | 129 944(+0,21%)                                                                                               | |
| 2020-10-21 | 2020-10-21 | | 130 210(+0,2%)                                                                                                | |
| 2020-10-22 | 2020-10-22 | | 130 462(+0,19%)                                                                                               | |
| 2020-10-23 | 2020-10-23 | | 130 711(+0,19%)                                                                                               | |
| 2020-10-24 | 2020-10-24 | | 130 965(+0,19%)                                                                                               | |
| 2020-10-25 | 2020-10-25 | | 131 170(+0,16%)                                                                                               | |
| 2020-10-26 | 2020-10-26 | | 131 432(+0,2%)                                                                                                | |
| 2020-10-27 | 2020-10-27 | | 131 689(+0,2%)                                                                                                | |
| 2020-10-28 | 2020-10-28 | | 131 939(+0,19%)                                                                                               | |
| 2020-10-29 | 2020-10-29 | | 132 150(+0,16%)                                                                                               | |
| 2020-10-30 | 2020-10-30 | | 132 343(+0,15%)                                                                                               | |
| 2020-10-31 | 2020-10-31 | | 132 556(+0,16%)                                                                                               | |
| 2020-11-01 | 2020-11-01 | | 132 720(+0,12%)                                                                                               | |
| 2020-11-02 | 2020-11-02 | | 132 917(+0,15%)                                                                                               | |
| 2020-11-03 | 2020-11-03 | | 133 143(+0,17%)                                                                                               | |
| 2020-11-04 | 2020-11-04 | | 133 370(+0,17%)                                                                                               | |
| 2020-11-05 | 2020-11-05 | | 133 619(+0,19%)                                                                                               | |
| 2020-11-06 | 2020-11-06 | | 133 811(+0,14%)                                                                                               | |
| 2020-11-07 | 2020-11-07 | | 134 013(+0,15%)                                                                                               | |
| 2020-11-08 | 2020-11-08 | | 134 203(+0,14%)                                                                                               | |
| 2020-11-09 | 2020-11-09 | | 134 433(+0,17%)                                                                                               | |
| 2020-11-10 | 2020-11-10 | | 134 663(+0,17%)                                                                                               | |
| 2020-11-11 | 2020-11-11 | | 134 887(+0,17%)                                                                                               | |
| 2020-11-12 | 2020-11-12 | | 135 132(+0,18%)                                                                                               | |
| 2020-11-13 | 2020-11-13 | | 135 367(+0,17%)                                                                                               | |
| 2020-11-14 | 2020-11-14 | | 135 570(+0,15%)                                                                                               | |
| 2020-11-15 | 2020-11-15 | | 135 785(+0,16%)                                                                                               | |
| 2020-11-16 | 2020-11-16 | | 136 028(+0,18%)                                                                                               | |
| 2020-11-17 | 2020-11-17 | | 136 222(+0,14%)                                                                                               | |
| 2020-11-18 | 2020-11-18 | | 136 441(+0,16%)                                                                                               | |
| 2020-11-19 | 2020-11-19 | | 136 649(+0,15%)                                                                                               | |
| 2020-11-20 | 2020-11-20 | | 136 888(+0,17%)                                                                                               | |
| 2020-11-21 | 2020-11-21 | | 137 062(+0,13%)                                                                                               | |
| 2020-11-22 | 2020-11-22 | | 137 229(+0,12%)                                                                                               | |
| 2020-11-23 | 2020-11-23 | | 137 415(+0,14%)                                                                                               | |
| 2020-11-24 | 2020-11-24 | | 137 642(+0,17%)                                                                                               | |
| 2020-11-25 | 2020-11-25 | | 137 851(+0,15%)                                                                                               | |
| 2020-11-26 | 2020-11-26 | | 138 066(+0,16%)                                                                                               | |
| 2020-11-27 | 2020-11-27 | | 138 250(+0,13%)                                                                                               | |
| Fuente: Official government website                                                                           | | | | |

El 14 de marzo, el Ministerio de Salud Pública de Catar (MoPH) confirmó 17 nuevos casos. Catar amplió su prohibición de viajar para incluir tres nuevos países: Alemania, España y Francia. El 16 de marzo de 2020, el Ministerio de Salud Pública anunció la recuperación de cuatro personas de la enfermedad en conferencia de prensa. Se informan ocho nuevos casos de coronavirus, lo que eleva el total a 460 el 19 de marzo. Dos de los nuevos casos eran cataríes que habían estado en Europa, mientras que los otros eran trabajadores migrantes. La mayoría de los casos denunciados estaban relacionados con trabajadores migrantes, aunque el gobierno no había informado de nacionalidades. Los preparativos para la Copa Mundial de la FIFA 2022 continuaron según lo programado. 
El 20 de marzo se notificaron diez nuevos casos de coronavirus, lo que eleva el total a 470.  Se notificaron 11 nuevos casos de coronavirus el 21 de marzo, lo que eleva el total a 481.  El Ministerio de Municipalidad y Medio Ambiente cerró todos los parques y playas públicas. para intentar frenar la propagación del coronavirus (COVID-19). 
El Ministerio de Salud Pública anunció 13 nuevos casos confirmados de COVID-19, así como otros seis casos de personas que se han recuperado del virus, lo que eleva el total de recuperaciones a 33 el 22 de marzo. 
El 23 de marzo, el Ministerio de Salud Pública (MoPH) buscó voluntarios para apoyar la respuesta de Catar al brote de COVID-19. Un portavoz del Comité Supremo para la Gestión de Crisis, HE Lolwah Rashid AlKhater, dijo: “Estamos buscando voluntarios para ayudar al sector de la salud de Catar a medida que aumenta el número de casos de Covid-19 y crea una presión sobre los recursos. Necesitamos unirnos como comunidad y trabajar para apoyar a los sectores público y privado de Catar durante estos tiempos difíciles ".  Ese mismo día, el Ministerio de Comercio e Industria en una circular dijo que había decidido cerrar temporalmente todos los restaurantes, cafés, establecimientos de comida y camiones de comida en los siguientes lugares desde el 23 de marzo hasta nuevo aviso: clubes deportivos, Lusail Marina, área de camiones de comida,Corniche de Doha, Corniche de Al Khor y Aspire Park. 
El 23 de marzo, el Ministerio de Salud Pública anunció 7 nuevos casos confirmados y cuatro nuevas recuperaciones. Los nuevos casos de infección están relacionados con viajeros que llegaron recientemente al Estado de Catar y con trabajadores expatriados, incluidos dos casos de ciudadanos de Catar. 
El 24 de marzo, el Ministerio de Salud de Catar anunció que se habían reportado 25 nuevos casos de coronavirus en el país. 
El 25 de marzo, el Ministerio de Salud Pública anunció hoy el registro de 11 nuevos casos confirmados de coronavirus 2019 (COVID-19) en el Estado de Catar. Algunos de los nuevos casos de contagio están relacionados con los viajeros que llegaron recientemente al Estado de Catar y otros pertenecen a personas en contacto con casos infectados, incluidos 5 casos de ciudadanos cataríes. Los casos recién infectados están aislados y están recibiendo atención médica. El Ministerio de Salud Pública continúa controlando a todos los ciudadanos que viajan desde el extranjero, así como a todos los contactos de casos infectados. El número total de personas sometidas a pruebas de detección de COVID-19 por el Ministerio de Salud Pública ha llegado a más de 12.000.
El 26 de marzo, el portavoz del Comité Supremo para la Gestión de Crisis HE Lolwah bint Rashid bin Mohammed Al Khater anunció 12 nuevos casos de coronavirus (COVID-19) en Catar. Los casos de recuperación total están ahora en 43, con dos casos nuevos. El portavoz dijo que los nuevos casos están completamente aislados. El número total de pruebas de COVID-19 realizadas en Catar asciende ahora a 13681. 
El 27 de marzo, el Ministerio de Salud Pública informó el registro de 13 nuevos casos confirmados de coronavirus 2019 (COVID-19) en el Estado de Catar. El número total asciende a 562. Algunos casos nuevos están relacionados con viajeros que llegaron al Estado de Catar y otros con contactos. Los nuevos casos han sido puestos en cuarentena y están recibiendo la atención médica necesaria. 
El 28 de marzo, Catar informó su primer caso de muerte por el nuevo coronavirus, además de 28 nuevas infecciones, lo que eleva el total de casos confirmados a 590, según el Ministerio de Salud Pública y dos recuperaciones más, lo que lleva el recuento a 45 pacientes curados. El ministerio reveló que ha examinado a más de 16,582 personas para detectar COVID-19. 
El 29 de marzo, el Ministerio de Salud Pública junto con otros nuevos artículos han afirmado que se confirmaron 44 casos más por coronavirus (COVID-19) en el Estado de Catar. Lo que eleva el número total de casos a 634. 
El 30 de marzo, el Ministerio de Salud Pública anunció el registro de 59 nuevos casos confirmados de coronavirus (COVID-19), además de 3 casos más de pacientes recuperados del virus. 
El 31 de marzo, el Ministerio de Salud Pública anuncia 88 nuevos casos confirmados de coronavirus (COVID-19) y 11 pacientes más que se han recuperado.

### Abril de 2020
El 1 de abril, el Ministerio de Salud Pública anunció 54 nuevos casos confirmados de coronavirus (COVID-19) y 9 pacientes más que se han recuperado del virus, lo que eleva el total de casos de recuperación en Catar a 71. 
El 2 de abril, el Ministerio de Salud Pública anunció el registro de 114 nuevos casos confirmados de enfermedad por coronavirus (COVID-19) y la recuperación de un paciente además del anuncio de una tercera muerte por COVID-19 en Catar. 
El 3 de abril, el Ministerio de Salud Pública anunció el registro de 126 nuevos casos confirmados de enfermedad por coronavirus (COVID-19) y la recuperación de 21 pacientes en Catar. 
El 4 de abril, el Ministerio de Salud Pública anunció el registro de 250 nuevos casos confirmados de coronavirus (COVID-19) y declaró que 16 personas más se han recuperado del COVID-19, elevando el número total de personas recuperadas en Catar a 109. 
El 5 de abril se anunció la cuarta muerte, junto con 279 nuevos casos confirmados y 14 casos de recuperación por parte del Ministerio de Salud Pública.  El paciente fallecido había estado recibiendo atención médica intensa desde el 3 de marzo. 
El 6 de abril, se anunciaron 228 casos más y 8 recuperaciones más. 
El 7 de abril, un residente de 74 años y un residente de 59 años, ambos que padecían enfermedades crónicas, murieron de COVID-19, lo que elevó el número de muertos a 6. Además, también se anunciaron otros 225 casos. como 19 pacientes recuperados. Ahora había un total de 2057 casos confirmados y 150 recuperaciones confirmadas. 
El 8 de abril, el Ministerio de Salud Pública anunció que la Cooperación en Atención Primaria de Salud designará dos centros de salud, uno en Umm Salal y otro en Gharrafat Al Rayyan, para el cribado, las pruebas y la cuarentena de pacientes con COVID-19. Otras 153 personas también habían dado positivo en las pruebas y se anunciaron 28 casos más de recuperación. 
El 9 de abril, el Ministerio de Salud anunció el registro de 166 nuevos casos confirmados de COVID-19.  Ministerio de Salud Pública anuncia una línea directa de ayuda psicológica. 
El 10 de abril, el Ministerio de Salud Pública anunció el registro de 136 nuevos casos confirmados de COVID-19. 
El 11 de abril, el Ministerio de Salud Pública anunció el registro de 216 nuevos casos confirmados de COVID-19. 
El 12 de abril, el Ministerio de Salud Pública informó 251 nuevos casos de COVID-19 junto con un nuevo caso de muerte, lo que eleva el total de muertes del país a 7. 
El 13 de abril, el Ministerio de Salud Pública informó 252 nuevos casos confirmados de COVID-19. 
El 14 de abril, el Ministerio de Salud Pública informó 197 nuevos casos confirmados de coronavirus. 
El 15 de abril, el Ministerio de Salud Pública informó 283 nuevos casos confirmados de coronavirus (COVID-19). 
El 16 de abril, el Ministerio de Salud Pública informó 392 nuevos casos confirmados de coronavirus (COVID-19). 
El 17 de abril, el Ministerio de Salud Pública informó 560 nuevos casos confirmados de coronavirus (COVID-19). 
El 18 de abril, se informó una muerte más junto con 345 nuevos casos confirmados de COVID-19 por el Ministerio de Salud Pública, lo que eleva el total de muertes del país a 8. 
El 19 de abril, el Ministerio de Salud Pública informó 440 nuevos casos confirmados de coronavirus (COVID-19). 
El 20 de abril, el Ministerio de Salud Pública informó 567 nuevos casos confirmados de COVID-19 junto con una muerte más, lo que eleva el total de muertes del país a 9. 
El 21 de abril, el Ministerio de Salud Pública anunció el registro de 518 nuevos casos confirmados de coronavirus (COVID-19). 
El 22 de abril, el Ministerio de Salud Pública anunció el registro de 608 nuevos casos confirmados de COVID-19 junto con otra muerte, elevando el número de muertos por COVID-19 en el país a 10. 
El 23 de abril, el Ministerio de Salud Pública informó 623 nuevos casos confirmados de COVID-19. 
El 24 de abril, el Ministerio de Salud Pública informó 761 nuevos casos confirmados de COVID-19. 
El 25 de abril, el Ministerio de Salud Pública informó 833 nuevos casos confirmados de COVID-19. 
El 26 de abril, Catar alcanzó la marca de los 10.000 casos de coronavirus con 929 nuevos casos confirmados notificados por el Ministerio de Salud Pública. 
El 27 de abril, el Ministerio de Salud Pública anunció el registro de 957 nuevos casos confirmados de coronavirus (COVID-19) y la recuperación de 54 pacientes en Catar. 
El 28 de abril, el Ministerio de Salud Pública anunció el registro de 677 nuevos casos confirmados de coronavirus (COVID-19) y la recuperación de 68 pacientes más en Catar. El número de recuperaciones del país se sitúa en 1.134. 
El 29 de abril, el Ministerio de Salud Pública anunció el registro de 643 nuevos casos confirmados de coronavirus (COVID-19) y la recuperación de 109 pacientes más en Catar. 
El 30 de abril, el Ministerio de Salud Pública anunció el registro de 845 nuevos casos confirmados de coronavirus (COVID-19) y la recuperación de 129 pacientes más en Catar. 

### Mayo de 2020
El 1 de mayo, el Ministerio de Salud Pública anunció la muerte de 2 pacientes con COVID-19 junto con el registro de 687 nuevos casos confirmados de COVID-19 y la recuperación de 64 pacientes más en Catar. 
El 2 de mayo, el Ministerio de Salud Pública anunció el registro de 776 nuevos casos confirmados de COVID-19 y la recuperación de 98 pacientes más en Catar. 
El 3 de mayo, el Ministerio de Salud Pública anunció el registro de 679 nuevos casos confirmados de COVID-19 y la recuperación de 130 pacientes más en Catar. 
El 4 de mayo, el Ministerio de Salud Pública anunció el registro de 640 nuevos casos confirmados de COVID-19y la recuperación de 146 pacientes más en Catar.
El 5 de mayo, el Ministerio de Salud Pública anunció el registro de 951 nuevos casos confirmados de COVID-19 y la recuperación de 114 pacientes más en Catar. 
El 6 de mayo, el Ministerio de Salud Pública anunció el registro de 830 nuevos casos confirmados de COVID-19 y la recuperación de 146 pacientes más en Catar. 
El 7 de mayo, el Ministerio de Salud Pública anunció el registro de 918 nuevos casos confirmados de COVID-19 y la recuperación de 216 pacientes más en Catar. 
El 8 de mayo, Catar alcanzó la marca de 20.000 casos de coronavirus (COVID-19) con 1.311 nuevos casos confirmados y la recuperación de 84 pacientes más en Catar. 
El 9 de mayo, el Ministerio de Salud Pública anunció la muerte de 1 paciente de COVID-19 junto con el registro de 1.130 nuevos casos confirmados de COVID-19 y la recuperación de 129 pacientes más en Catar. 
El 10 de mayo, el Ministerio de Salud Pública anunció la muerte de 1 paciente de COVID-19 junto con el registro de 1.189 nuevos casos confirmados de COVID-19 y la recuperación de 254 pacientes más en Catar. 
El 11 de mayo, el Ministerio de Salud Pública anunció el registro de 1.103 nuevos casos confirmados de COVID-19 y la recuperación de 87 pacientes más en Catar. 
El 12 de mayo, el Ministerio de Salud Pública anunció el registro de 1.526 nuevos casos confirmados de COVID-19 y la recuperación de 179 pacientes más en Catar. 
El 13 de mayo, el Ministerio de Salud Pública anunció el registro de 1.390 nuevos casos confirmados de COVID-19 y la recuperación de 124 pacientes más en Catar. 
El 14 de mayo, el Ministerio de Salud Pública anunció el registro de 1.733 nuevos casos confirmados de COVID-19 y la recuperación de 213 pacientes más en Catar.
El 15 de mayo, el Ministerio de Salud Pública anunció el registro de 1.153 nuevos casos confirmados de COVID-19 y la recuperación de 190 pacientes más en Catar. 
El 16 de mayo, Catar alcanzó la marca de 30.000 casos de coronavirus con 1.547 nuevos casos confirmados de COVID-19 y la recuperación de 242 pacientes más en Catar junto con 1 muerte más de un paciente de COVID-19 anunciada por el Ministerio de Salud Pública. 
El 17 de mayo, el Ministerio de Salud Pública anunció el registro de 1.632 nuevos casos confirmados de COVID-19 y la recuperación de 582 pacientes más en Catar. 
El 18 de mayo, el Ministerio de Salud Pública anunció el registro de 1365 nuevos casos confirmados de COVID-19 y la recuperación de 529 pacientes más en Catar. El Ministerio de Educación ha anunciado que las escuelas abrirán el 1 de septiembre de 2020 y las revaluaciones de los alumnos de las Clases 1a-12a) del año académico anterior 2019-20 se realizarían del 23 de agosto de 2020 al 31 de agosto de 2020. 
El 19 de mayo, el Ministerio de Salud Pública anunció el registro de 1.637 nuevos casos confirmados de COVID-19 y la recuperación de 735 pacientes más en Catar. 
El 20 de mayo, el Ministerio de Salud Pública anunció el registro de 1.491 nuevos casos confirmados de COVID-19 y la recuperación de 966 pacientes más en Catar. 
El 21 de mayo, el Ministerio de Salud Pública anunció el registro de 1.554 nuevos casos confirmados de COVID-19 y la recuperación de 688 pacientes más en Catar. 
El 22 de mayo, Catar alcanzó la marca de 40.000 casos de coronavirus con 1.830 nuevos casos confirmados de COVID-19 y la recuperación de 605 pacientes más en Catar junto con 2 muertes más de pacientes por COVID-19 anunciadas por el Ministerio de Salud Pública. 
El 23 de mayo, el Ministerio de Salud Pública anunció la muerte de 2 pacientes más con COVID-19 junto con el registro de 1.732 nuevos casos confirmados de COVID-19 y la recuperación de 620 pacientes más en Catar. El número total de recuperaciones del país es de 8.513 con 21 muertes. 
El 24 de mayo, el Ministerio de Salud Pública registró hoy 1501 nuevos casos confirmados de coronavirus (COVID-19), habiéndose recuperado 657 pacientes infectados por el virus en las últimas 24 horas, lo que eleva el número total de casos recuperados en el Estado de Catar a 9170. El Ministerio también anunció dos muertes por el virus. 
El 25 de mayo, el Ministerio de Salud Pública anunció hoy 1751 nuevos casos confirmados de coronavirus (COVID-19) y 1193 nuevas recuperaciones en las últimas 24 horas, elevando el número total de personas recuperadas en Catar a 10363. El Ministerio hoy también informó 3 muertes debido al virus. 
El 26 de mayo, el Ministerio de Salud Pública notificó 1742 nuevos casos confirmados registrados a partir de la realización de 3927 pruebas y un total de 1481 casos de recuperación notificados junto con 2 nuevas muertes 
El 27 de mayo, el Ministerio de Salud Pública anunció hoy 1740 nuevos casos confirmados de coronavirus (COVID-19) de 4769 pruebas de muestra y 1439 nuevas recuperaciones en las últimas 24 horas, lo que eleva el número total de personas recuperadas en Catar a 13.283. El Ministerio también informó hoy de 2 muertes a causa del virus. 12 nuevas personas ingresaron en la unidad de cuidados intensivos con un total de 203 casos críticos 
El 28 de mayo, el Ministerio de Salud Pública luego de realizar una prueba 5853 en las últimas 24 horas, se anunció un nuevo caso confirmado de 1967. Se recuperan 2116 casos y se registran 3 nuevos fallecimientos con un total de 33 muertos. El total de casos afectados en el país es de 50,914 y el total recuperado a la fecha es de 15,399. 
El 29 de mayo, el Ministerio de Salud Pública luego de realizar una prueba de 5864 en las últimas 24 horas, se registraron 1993 nuevos casos confirmados, se recuperaron 5205 casos y se registraron 3 nuevas muertes con el total de 36 muertos. El total de casos afectados en el país son 52,907 y totalmente recuperados a la fecha son 20.604.

### Junio de 2020
El 3 de junio, el gabinete ha decidido permitir cuatro personas dentro de un vehículo a partir del jueves 4 de junio y las familias quedan exentas.  El Ministerio de Comercio e Industria (MCI) anunció que las horas de trabajo permitidas para el sector privado también se modifican de las 7.00 a las 20.00 horas.  Ministerio de Salud Pública anuncia hoy el registro de 1.901 nuevos casos confirmados de COVID-19, con 1.506 personas que se han recuperado del virus en las últimas 24 horas, lo que eleva el número total de personas recuperadas en el estado de Catar a 37.542. El Ministerio también anuncia dos muertes por el virus. 
El 4 de junio, el Ministerio de Salud anunció un total de 1.581 registros confirmados de nuevos casos, con 1.926 personas recuperadas en las últimas 24 horas, lo que eleva el número total de personas recuperadas en Catar a 39.468. El número total de casos positivos de COVID-19 registrados en Catar hasta ahora es de 63741 y 24,228 casos activos en tratamiento. Hasta el momento, 45 personas habían muerto y se realizaron 4649 pruebas en las últimas 24 horas, lo que elevó el total de pruebas realizadas hasta el momento a 241086 pruebas. 
El pasado 8 de junio, el Ministerio de Salud Pública anuncia el registro de 1.368 nuevos casos confirmados de coronavirus (COVID-19) y que 1.597 personas se han recuperado de la enfermedad en las últimas 24 horas, elevando el total de recuperaciones en el Estado de Catar a 45.935. El Ministerio también anuncia que tres personas han muerto por el virus en las últimas 24 horas. El ministro de Relaciones Exteriores adjunto y portavoz del Comité Supremo para la Gestión de Crisis, Lolwah Rashid Al Khater, dio una actualización en una conferencia de prensa para aliviar las restricciones de COVID-19 del país en cuatro fases. El levantamiento gradual de las restricciones se basará en lograr un equilibrio entre los riesgos para la salud y los beneficios sociales y económicos. La primera fase comenzará el 15 de junio, la segunda fase el 1 de julio, la tercera y la cuarta fase serán en agosto y septiembre respectivamente.

## Respuesta
El gobierno de Catar trabajó para contener el virus bloqueando el país y cortando áreas con trabajadores migrantes. Se cerraron parques, mezquitas, tiendas, restaurantes y otros establecimientos. A partir de mediados de mayo, las mascarillas faciales se volvieron obligatorias en lugares públicos.
Un funcionario del gobierno dijo que "cualquier persona que dé positivo por coronavirus recibe de inmediato un tratamiento médico de alta calidad sin costo".

## Controversias

### Avergonzar a los ciudadanos
La televisión estatal de Catar identificó públicamente y avergonzó a 14 ciudadanos que violaron las restricciones establecidas para frenar la propagación del coronavirus, y agregó que nueve de las personas habían sido arrestadas por las autoridades. Se dijo que las 14 personas habían violado una promesa de cuarentena domiciliaria que asumieron después de regresar del extranjero, dijo un presentador de la televisión estatal de Catar. El aislamiento domiciliario fue una opción dada a los ciudadanos que regresaron a Catar después de que la nación informó un aumento en los casos de COVID-19.

### Tratamiento de los trabajadores migrantes
The Guardian informó a principios de mayo sobre la mala situación económica de los trabajadores migrantes en Catar. El artículo presenta algunas entrevistas sobre su tratamiento, alegando que muchos de ellos han perdido sus trabajos y se han visto obligados a mendigar comida como consecuencia de la pandemia COVID-19. El subdirector de la Oficina de Comunicaciones del Gobierno desestimó estas denuncias como "incidentes aislados".